# Chloreuptychia
Chloreuptychia är ett släkte av fjärilar. Chloreuptychia ingår i familjen praktfjärilar.
Kladogram enligt Catalogue of Life:
| Chloreuptychia | \| \| Chloreuptychia agatha \| \| \| \| \| \| Chloreuptychia agathina \| \| \| \| \| \| Chloreuptychia arnea \| \| \| \| \| \| Chloreuptychia bellatula \| \| \| \| \| \| Chloreuptychia callichloris \| \| \| \| \| \| Chloreuptychia catharina \| \| \| \| \| \| Chloreuptychia chlorimene \| \| \| \| \| \| Chloreuptychia chloris \| \| \| \| \| \| Chloreuptychia ebusa \| \| \| \| \| \| Chloreuptychia herse \| \| \| \| \| \| Chloreuptychia herseis \| \| \| \| \| \| Chloreuptychia hewitsonii \| \| \| \| \| \| Chloreuptychia marica \| \| \| \| \| \| Chloreuptychia peruviana \| \| \| \| \| \| Chloreuptychia polla \| \| \| \| \| \| Chloreuptychia priamis \| \| \| \| \| \| Chloreuptychia sericeella \| \| \| \| \| \| Chloreuptychia tolumnia \| \| \| \| |
|                | \| \| Chloreuptychia agatha \| \| \| \| \| \| Chloreuptychia agathina \| \| \| \| \| \| Chloreuptychia arnea \| \| \| \| \| \| Chloreuptychia bellatula \| \| \| \| \| \| Chloreuptychia callichloris \| \| \| \| \| \| Chloreuptychia catharina \| \| \| \| \| \| Chloreuptychia chlorimene \| \| \| \| \| \| Chloreuptychia chloris \| \| \| \| \| \| Chloreuptychia ebusa \| \| \| \| \| \| Chloreuptychia herse \| \| \| \| \| \| Chloreuptychia herseis \| \| \| \| \| \| Chloreuptychia hewitsonii \| \| \| \| \| \| Chloreuptychia marica \| \| \| \| \| \| Chloreuptychia peruviana \| \| \| \| \| \| Chloreuptychia polla \| \| \| \| \| \| Chloreuptychia priamis \| \| \| \| \| \| Chloreuptychia sericeella \| \| \| \| \| \| Chloreuptychia tolumnia \| \| \| \| |
|                | Chloreuptychia agatha |
|                | |
|                | Chloreuptychia agathina |
|                | |
|                | Chloreuptychia arnea |
|                | |
|                | Chloreuptychia bellatula |
|                | |
|                | Chloreuptychia callichloris |
|                | |
|                | Chloreuptychia catharina |
|                | |
|                | Chloreuptychia chlorimene |
|                | |
|                | Chloreuptychia chloris |
|                | |
|                | Chloreuptychia ebusa |
|                | |
|                | Chloreuptychia herse |
|                | |
|                | Chloreuptychia herseis |
|                | |
|                | Chloreuptychia hewitsonii |
|                | |
|                | Chloreuptychia marica |
|                | |
|                | Chloreuptychia peruviana |
|                | |
|                | Chloreuptychia polla |
|                | |
|                | Chloreuptychia priamis |
|                | |
|                | Chloreuptychia sericeella |
|                | |
|                | Chloreuptychia tolumnia |
|                | |

## Bildgalleri

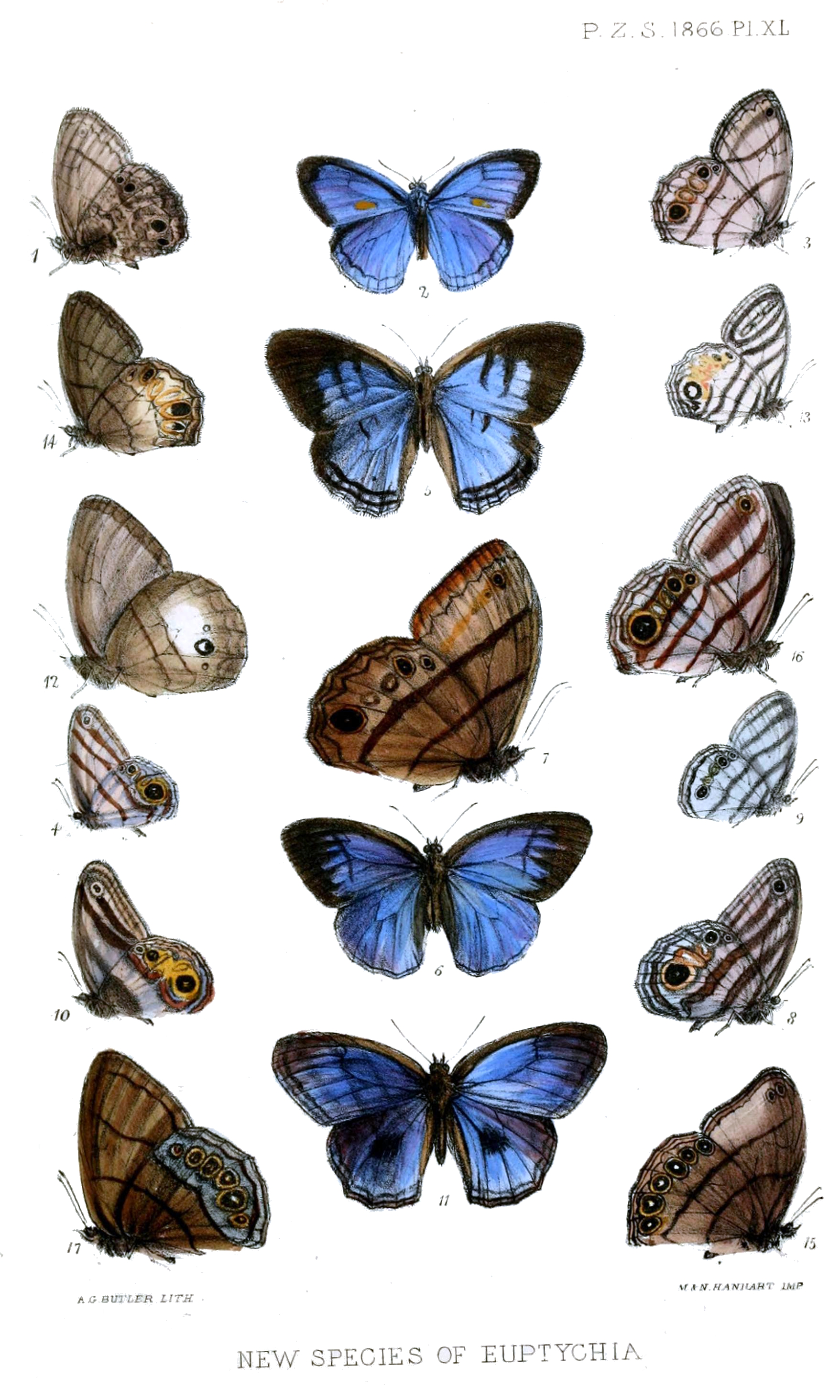